# Varumärkeskapital
Varumärkeskapital (engelska: brand equity) avser det värde som ett varumärke tillför en produkt eller tjänst, utöver dess funktionella egenskaper. Det bygger på konsumenternas uppfattning om och relation till varumärket, och påverkar bland annat betalningsvilja, lojalitet och marknadsposition. Varumärkeskapital betraktas som en immateriell tillgång och kan både öka och minska ett företags totala värde.

## Definition och förklaring
En av utmaningarna i att hantera varumärken är de många förändringar som sker i marknadsmiljön. Hur budskap kring varumärken kommuniceras, och vad som kommuniceras, är och har alltid varit relevant för alla parter, såsom företag, privatpersoner och samhället i stort. För de allra flesta företag är varumärkesnamnet och vad det representerar den viktigaste tillgången. Något som gett en stor påverkan och som förändrat den traditionella kommunikationen mellan varumärken och konsumenter är sociala medier som även gjort det möjligt för konsumenten att ge både positivt och negativt inflytande på varumärkets eget kapital.
När man talar om marknadsföringskommunikation för att skapa ett värde för varumärket och ett varumärkeskapital talar man oftast om reklam. Olika meddelanden och budskap är avsedda att bidra till att bygga upp och upprätthålla varumärkesmedvetenhet och en positiv varumärkesattityd som i sin tur leder till ett starkt varumärke, alltså ett starkt varumärkeskapital. 
Ett varumärke sätter en etikett på företaget eller organisationen som äger varumärket. Varumärket tillhandahåller information och den informationen kommer i form av marknadsföringskommunikation. Därför är det viktigt att bibehålla en god varumärkesattityd. Varumärkesattityden uppstår från allt som kunder och andra intressenter associerar till när de tänker på varumärket. Attityden de håller mot ett varumärke återspeglar allt de vet om en viss produkt och vad det betyder för dem. Det är en sammanfattning av känslor, kunskaper och erfarenheter de skapat ihop med varumärket. Om kunder eller intressenter har en klar och tydlig bild av varumärket som är välkänt för dem behöver de inte göra mycket informationssökning om produkten varje gång de överväger ett köp. De vet redan att produkten kommer att vara bra tack vare den tillit och godtrogenhet de skapat till varumärket. Att bygga en positiv varumärkesattityd är vad strategisk varumärkeshantering handlar om. Detta uppnås genom reklam eller annan marknadsföringskommunikation. Effekten av en positiv varumärkesattityd leder till ett starkt varumärkeskapital som representerar ett mervärde för en produkt i en kunds sinne, vilket ger ett positivt totalt värde för varumärket.
När man är i behov av en produkt är alla företags mål att vara det varumärket som uppstår i kundens sinne. Det är här alla varumärken måste placeras för att kunna bli framgångsrika. För att kunna göra detta måste varumärket kopplas till en fördel som ger en motiverande anledning att överväga det. Det är denna koppling mellan varumärket och den motiverande fördelen som bygger en positiv varumärkesinställning, vilket i sin tur bygger positivt varumärke och ett stärkt varumärkeskapital. 

## Syfte
Syftet med varumärkets eget kapitalvärde är att mäta värdet av ett varumärke. Ett varumärke omfattar namn, logotyp, bild och uppfattningar som identifierar en produkt, tjänst eller leverantör i kundens sinne. Det tar form i reklam, förpackning och annan marknadsföringskommunikation och blir ett fokus för förhållandet till konsumenterna.

## Varumärkesidentiteten och varumärkesimage
Två andra begrepp inom marknadsbranschen som går hand i hand med varumärkeskapital är varumärkesidentitet och varumärkesimage.
Varumärkesidentiteten handlar om företagets egen målbild för hur varumärket ska uppfattas och tolkas av intressenter och resten av omgivningen. En varumärkesidentitet ska hos ett starkt varumärke vara befintlig i all kommunikation, både på ett internt och ett externt plan. För att bygga ett starkt varumärke ska ett företag ha tydliga uppsatta associationer som man strävar efter att få omvärlden att förknippa med i varumärkesimagen genom marknadskommunikation. Varumärkets identitet är utgångspunkten för all kommunikation och varumärkesidentiteten utgör basen för den relation kunder har med varumärket. Varumärkesidentiteten handlar om företagets egna ord och bild kring varumärket.
Varumärkesimage handlar om intressenters egna ord kring ett företags varumärke. Oftast är dessa baserade på den bild som företaget målar upp i varumärkesidentiteten. Här kan det uppstå problem för företag ifall det kommunicerade budskapet från företaget, det vill säga identiteten, inte stämmer överens med den image som skapas när kunder får egna erfarenheter av företaget. Ofta påverkar kundens tidigare erfarenheter uppfattningen om företaget, vilket kan vara en bidragande faktor till att image och identitet inte stämmer överens. Det är därför viktigt att företag bevakar varumärkesimagen och hur den förändras över tid.
Om varumärkesidentitet och varumärkesimage stämmer överens och besvarar varandra skapar detta ett gott varumärkeskapital för företaget, vilket är något alla företag och organisationer som innehar ett varumärke strävar efter att uppnå.